# Joseph Abdel-Jalil Chami
Yaqoub Joseph Abdel-Jalil Chami (* 15. August 1959 in Zahlé) ist ein libanesischer Geistlicher und syrisch-katholischer Erzbischof von Hasaka-Nisibi.

## Leben
Joseph Abdel-Jalil Chami begann seine Ausbildung 1972 mit dem Eintritt in das Knabenseminar. Ab 1982 absolvierte er seine abschließenden Studien an der Heilig-Geist-Universität Kaslik. Patriarch Ignatius Antoine II. Hayek weihte ihn am 15. März 1987 zum Diakon. Am 21. Juni 1987 empfing er das Sakrament der Priesterweihe für die Eparchie Beirut.
Nach der Priesterweihe war er bis 1992 Ökonom des Priesterseminars im Kloster Charfet. Neben verschiedenen Aufgaben in der Pfarrseelsorge, unter anderem an der Kathedrale des Patriarchats von Antiochia, war er Kirchenanwalt und Notar am Patriarchalgericht der ersten Instanz in Beirut. Im Juni 2017 erhielt er den Titel eines Chorbischofs. Am 13. Oktober 2019 wurde er zum Patriarchaladministrator des vakanten Erzbistums Hasaka-Nisibi ernannt.
Am 12. Mai 2022 bestätigte Papst Franziskus seine durch die Synode der syrisch-katholischen Kirche erfolgte Wahl zum Erzbischof von Hasaka-Nisibi. Die Bischofsweihe spendete ihm Patriarch Ignatius Joseph III. Younan am 18. Juni desselben Jahres in der syrisch-katholischen Marienkirche in Harissa. Mitkonsekratoren waren der emeritierte Erzbischof von Mosul, Boutros Moshe, der Erzbischof von Bagdad, Yousif Abba, der Erzbischof von Aleppo, Denys Antoine Chahda, und der Bischof der Eparchie Our Lady of Deliverance of Newark, Yousif Benham Habash.